# Dietrich Mateschitz
Dietrich Mateschitz (Sankt Marein im Mürztal, Distrito Imperial de los Alpes y el Danubio, 20 de mayo de 1944-Fuschl am See, Austria, 22 de octubre de 2022) fue un multimillonario y empresario austríaco de origen croata, vivió en Salzburgo, pero poseía la isla Laucala en Fiyi que compró de la familia Forbes por 7 millones de libras esterlinas. Asimismo, poseía el 49% de las acciones del productor de bebidas energéticas Red Bull.

## Vida
Los padres de Mateschitz fueron dos maestros de escuela primaria, ella originaria de Estiria y el padre de Maribor (Eslovenia), que se separaron cuando él era todavía pequeño. Aunque nunca se casó, al parecer tuvo un hijo. Raramente bebía alcohol y no fumaba. Entre sus amigos se encuentra Bernd Pischetsrieder, el exgerente de Volkswagen. Tenía una licencia de piloto y disfrutaba volando un Dassault Falcon 900 y un Piper Super Cub.
Tras completar sus estudios en la Hochschule für Welthandel (actual Wirtschaftsuniversität Wien) con un posgrado en Marketing, el primer empleador de Mateschitz fue Unilever. Luego se trasladó a Blendax, la compañía alemana de cosméticos, pues fue comprada por Procter & Gamble, donde trabajaba, entre otras cosas, en el marketing de dentífrico Blendax. Fue como parte de uno de sus viajes para Blendax recorriendo Tailandia en que descubrió la bebida que más tarde se convertiría en Red Bull. En 1984, fundó Red Bull GmbH con sus socios tailandeses Chaleo Yoovidhya y Chalerm Yoovidhya, con el lanzamiento en Austria en 1987. Después, convirtió la bebida Red Bull en la líder mundial del mercado de bebidas energizantes. Red Bull hace parte del grupo de marcas comerciales de Austria con una reputación mundial, al igual que el grupo Swarovski de cristales, el fabricante de motos KTM, el productor de golosinas Manner y la compañía de lencería Palmers.

## Deportes
Mateschitz era conocido como un especialista y un experto (ambas cualidades) en marketing. Su compañía es famosa por su publicidad creativa y como una patrocinadora de muchos tipos de deportes extremos. Red Bull ingresó al mundo de la Fórmula 1 en el año 2005, tejiendo una estratégica alianza publicitaria con la escudería Sauber, a partir de la cual el equipo pasó a denominarse «Red Bull Sauber Petronas». Esta alianza duró hasta la temporada 2003, tras la cual y a pesar del fin de esta sociedad, Mateschitz puso en marcha un ambicioso plan para seguir dentro de la Fórmula 1. Fue así que en el año 2004, Mateschitz compró el equipo Jaguar Racing a la Ford Motor Company, convirtiéndolo en la escudería Red Bull Racing. Luego, a fines del 2005, Mateschitz unió fuerzas con el expiloto austríaco de la Fórmula 1 Gerhard Berger y compró el equipo con registro italiano Minardi F1 Team del australiano Paul Stoddart. El plan consistía en mantener el equipo registrado en la planta Minardi en Faenza, pero cambiándole el nombre a Squadra Toro Rosso. En italiano significa "equipo Toro Rojo", pero como la palabra squadra se relacionaba más como un término futbolístico, el equipo fue denominado Scuderia Toro Rosso, rebautizado como Scuderia AlphaTauri en 2019, hasta llegar a su nombre actual, Visa Cash App Racing Bulls Formula One Team, en 2024.

## Fallecimiento
Falleció en la madrugada del 22 de octubre del 2022, en su casa en Austria, tras una larga enfermedad, consistente en cáncer de páncreas.